# Univerza Wisconsina-Madison
Univerza Wisconsina–Madison (angleško University of Wisconsin–Madison) je ameriška javna raziskovalna univerza s sedežem v kraju Madison v zvezni državi Wisconsin. 
Leta 2011 po šanghajski lestvici zaseda 19. mesto.